# Łasin
Łasin (în germană Lessen) este un oraș în Polonia. În 2015 avea 3377 de locuitori.